# Кучер Павло Іванович
Кучер Павло Іванович — український філософ, письменник, громадський діяч. Автор філософської праці «Метафізичні варіації: Марґіналії до „Трактату про істину“» та збірки поезій «Бог. Майдан. Війна».

## Життєпис
Народився у Львові. У 1997 закінчив філософський факультет Львівського державного університету імені Івана Франка. У 2000 — аспірантуру кафедри філософії Львівського державного університету імені Івана Франка, де навчався до 2000 р.
Працював у Міністерстві соціальної політики України. Брав участь у Помаранчевій революції та Революції Гідності — у лавах 14 сотні Самооборони Майдану — і був поранений 18 лютого 2014 року.

## Громадська діяльність
За участь у Революції Гідності та громадську діяльність, пов'язану з пораненими майданівцями, нагороджений державними нагородами України: орденами «За заслуги» III ступеня (2017) та «За мужність» III ступеня (2019). А також відзнакою Православної церкви України — медаллю «За жертовність і любов до України» (2019).

## Публікації

### Філософія
- Політична ідеологія в контексті світу як цілісності: спроба визначення (1997)[6]
- Європейська раціональність у системі культури та історії (1998)[7]
- Україна та постмодерн (екзистенціально-політичні нотатки) (2000)[8]
- МЕТАФІЗИЧНІ ВАРІАЦІЇ: Марґіналії до «Трактату про істину». — Львів: "Видавничий дім «Панорама», 2021.

### Проза
- «Наш Майдан: Киев — San Francisco» (у співавторстві з Оленою Біляк) — опублікована в електронному вигляді (2014)[9]

### Поезії
- «Бог. Майдан. Війна» — Львів: Дизайн-студія «Папуга», 2018.